# Liga Española de Baloncesto 1962-1963
La Liga Española de Baloncesto 1962-1963 è stata la 7ª edizione del massimo campionato spagnolo di pallacanestro maschile. La vittoria finale è stata ad appannaggio del Real Madrid.

## Risultati

### Stagione regolare

#### Gruppo A
|    | Squadra           | G  | V | P | PF  | PS  | P.ti | Qualificazione         |
| -- | ----------------- | -- | - | - | --- | --- | ---- | ---------------------- |
| 1. | Real Madrid       | 10 | 9 | 1 | 808 | 487 | 19   | girone finale          |
| 2. | Estudiantes       | 10 | 8 | 2 | 672 | 537 | 18   | girone finale          |
| 3. | Club Tritones     | 10 | 5 | 5 | 460 | 534 | 15   |                        |
| 4. | Club Agromán      | 10 | 3 | 7 | 477 | 588 | 13   |                        |
| 5. | Águilas de Bilbao | 10 | 3 | 7 | 494 | 617 | 13   |                        |
| 6. | Real Canoe        | 10 | 2 | 8 | 466 | 614 | 12   | spareggi retrocessione |

#### Gruppo B
|    | Squadra                   | G  | V  | P  | PF  | PS  | P.ti | Qualificazione         |
| -- | ------------------------- | -- | -- | -- | --- | --- | ---- | ---------------------- |
| 1. | Picadero JC               | 10 | 10 | 0  | 676 | 510 | 20   | girone finale          |
| 2. | Club Juventud de Badalona | 10 | 6  | 4  | 657 | 561 | 16   | girone finale          |
| 3. | Aism. Montcada            | 10 | 6  | 4  | 624 | 548 | 16   |                        |
| 4. | Layetano                  | 10 | 5  | 5  | 545 | 563 | 15   |                        |
| 5. | Montgat                   | 10 | 3  | 7  | 567 | 628 | 13   |                        |
| 6. | Barcellona                | 10 | 0  | 10 | 440 | 699 | 10   | spareggi retrocessione |

### Girone finale
|    | Squadra                   | G | V | P | PF  | PS  | Pt. |
| -- | ------------------------- | - | - | - | --- | --- | --- |
| 1. | Real Madrid               | 6 | 5 | 1 | 531 | 410 | 11  |
| 2. | Estudiantes               | 6 | 3 | 3 | 405 | 419 | 9   |
| 3. | Club Juventud de Badalona | 6 | 3 | 3 | 391 | 473 | 9   |
| 4. | Picadero JC               | 6 | 1 | 5 | 370 | 395 | 7   |

| Liga Española de Baloncesto 1962-1963 |
| ------------------------------------- |
| Real Madrid 6º titolo                 |

## Spareggi retrocessione
| Squadra 1  | Totale | Squadra 2  | Andata | Ritorno |
| ---------- | ------ | ---------- | ------ | ------- |
| Real Canoe | 89–106 | Barcellona | 50–60  | 39–46   |

## Formazione vincitrice
| N° | Naz.                   | Ruolo | Sportivo            |  | Alt. |  |
| -- | ---------------------- | ----- | ------------------- |  | ---- |  |
| 4  | Spagna (bandiera)      | P     | Jorge García        |  |      |  |
| 5  | Spagna (bandiera)      | AC    | José Ramón Durand   |  | 184  |  |
| 6  | Spagna (bandiera)      | A     | Julio Descartín     |  | 190  |  |
| 7  | Spagna (bandiera)      | G     | Lolo Sainz          |  | 186  |  |
| 8  | Spagna (bandiera)      | P     | Arsenio Lope Huerta |  |      |  |
| 9  | Spagna (bandiera)      | A     | Antonio Palmero     |  |      |  |
| 10 | Spagna (bandiera)      | AP    | Emiliano Rodríguez  |  | 191  |  |
| 11 | Spagna (bandiera)      | A     | Carlos Sevillano    |  | 183  |  |
| 12 | Stati Uniti (bandiera) | C     | Bob Burgess         |  |      |  |
| 13 | Stati Uniti (bandiera) | C     | Clifford Luyk       |  | 202  |  |
| 14 | Spagna (bandiera)      | A     | Lorenzo Alocén      |  | 194  |  |
|    | Spagna (bandiera)      | All.  | Joaquín Hernández   |  |      |  |